# Igiaba Scego
Igiaba Scego (Roma, 20 marzo 1974) è una scrittrice italiana di origine somala.

## Biografia
Igiaba Scego è nata in Italia da una famiglia somala, figlia di Ali Omar Scego, primo governatore di Mogadiscio, ambasciatore e ministro degli esteri emigrato in Italia all'indomani del colpo di Stato di Siad Barre del 1969. 
Dopo la laurea in Letterature straniere presso la Sapienza di Roma, ha svolto un dottorato di ricerca in Pedagogia all'Università degli Studi Roma Tre e si occupa di scrittura, giornalismo e di ricerca incentrata sul dialogo tra culture e la dimensione della transculturalità e della migrazione.
Collabora con molte riviste che si occupano di migrazioni e di culture e letterature africane tra cui Latinoamerica, Carta, El Ghibli, Migra e con alcuni quotidiani tra cui la Repubblica, il manifesto, L'Unità e Internazionale.
Le sue opere sono piene di riferimenti autobiografici e si caratterizzano per il precario equilibrio tra le due realtà culturali d'appartenenza, quella d'origine familiare (somala) e quella vissuta nella quotidianità (italiana).

## Attività letteraria
La scrittrice ha avviato la sua carriera nel 2003 con il libro per bambini scritto in doppia lingua La nomade che amava Alfred Hitchcock / Ari raacato jecleeyd Alfred Hitchcock, ispirato dalle vicende della madre, immigrata in Italia. Nello stesso anno ha vinto il premio Eks&Tra riservato alla scrittura migrante, con il suo racconto Rhoda ambientato a Roma, Napoli e Mogadiscio.
Nel 2007 ha curato, assieme a Ingy Mubiayi, la raccolta Quando nasci è una roulette. Giovani figli di migranti si raccontano.
Storia di sette ragazzi e ragazze di origine africana, nati a Roma da genitori stranieri (o arrivati in Italia da piccoli): la scuola, il rapporto con la famiglia e con i coetanei, la religione, il razzismo, i sogni. Collabora con Repubblica e Il manifesto e ha curato dal 2007 al 2009 la rubrica di opinioni I colori di Eva, per la rivista Nigrizia.
Dal 2006 partecipa al Festival della letteratura di Mantova. Nel 2007 partecipa al workshop di WikiAfrica con la presenza, inoltre, di Marco Aime, Cristina Ali Farah, Livia Apa, Bili Bidjocka, Frieda Brioschi, Sylviane Diop, Elio Grazioli, Tahar Lamri, Edoardo Marascalchi, Simon Njami, Paola Splendore, Alessandro Triulzi e Itala Vivan. Così come nel 2008 in occasione delle tre tavole rotonde di WikiAfrica organizzate dalla Fondazione lettera27 con la partecipazione di Gaston Kaboré, Sami Tchak, Nuruddin Farah, Abdourahman Waberi, Cristina Ali Farah, Paola Splendore, Alessandro Triulzi, Alessandra di Maio, Federica Sossi, Gabriele Del Grande, Marco Carsetti, Dagmawi Yimer e Iolanda Pensa.
Collabora alla sezione "suoni e parole delle migrazioni" del progetto confini promosso dalla fondazione lettera27.
Nel 2011, ha vinto il Premio Mondello per la sezione "Autore italiano" con l'opera La mia casa è dove sono edito nel 2010 da Rizzoli.
Assieme al fotografo Rino Bianchi, nel 2014 pubblica il libro Roma negata, nel quale sono discussi i tanti nomi stradali e monumenti della capitale, legati al colonialismo italiano, mai spiegati o risignificati in loco.
Nel 2017 è coautrice, insieme a Andrea Segre, Luigi Manconi, Ilvio Diamanti, Andrea Baranes e Pietro Massarotto, del libretto Per cambiare l'ordine delle cose, pubblicato in contemporanea all'uscita del film del regista Andrea Segre L'ordine delle cose.
Nel 2018 ha curato la raccolta Anche Superman era un rifugiato.
Nel 2020 ha vinto il Premio Napoli nella sezione "Narrativa" con La linea del colore.
Nel 2023 è arrivata tra i dodici semifinalisti al Premio Strega con Cassandra a Mogadiscio.

## Opere
- La nomade che amava Alfred Hitchcock, Sinnos, 2003.
- Rhoda, Sinnos, 2004.
- Dismatria e Salsicce in Pecore nere. Racconti, Laterza, 2005.
- Italiani per vocazione, curatrice, Cadmo, 2005.
- Identità in Amori Bicolori. Racconti, Laterza, 2007.
- Quando nasci è una roulette. Giovani figli di migranti si raccontano, curatrice con Ingy Mubiayi, Terre di Mezzo, 2007.
- Oltre Babilonia, Donzelli, 2008.
- L'albero in Nessuna Pietà, Salani, 2009.
- La mia casa è dove sono, Rizzoli, 2010.
- Roma negata. Percorsi postcoloniali nella città, autrice con Rino Bianchi, Ediesse, 2014.
- Adua, Giunti 2015.
- Caetano Veloso. Camminando controvento, Add, 2016.
- Prestami le ali. Storia di Clara la rinoceronte, Rrose Sélavy, 2017.
- Anche Superman era un rifugiato. Storie vere di coraggio per un mondo migliore, curatrice, Piemme, 2018.
- Ethiopian volunteers register here! in Cronache dalla Polvere, Bompiani, 2019, ISBN 9788830100220 Mosaic Novel a cura di Jadel Andreetto.
- Future. Il domani narrato dalle voci di oggi, curatrice, Effequ, 2019.
- Hagar, il nostro capitano. La schiava di Abramo, Effatà, 2019.
- La linea del colore, Bompiani, 2020.
- Africana. Raccontare il Continente al di là degli stereotipi, curatrice con Chiara Piaggio, Feltrinelli, 2021.
- Figli dello stesso cielo. Il razzismo e il colonialismo raccontati ai ragazzi, Piemme, 2021.
- Cassandra a Mogadiscio, Bompiani, 2023.